# Stenasellus magniezi
Stenasellus magniezi is een pissebed uit de familie Stenasellidae. De wetenschappelijke naam van de soort is voor het eerst geldig gepubliceerd in 1975 door Oleguer Escolà.